# Pedro Bernardo González Ojeda
Pedro Bernardo González Ojeda (San Estanislao, 21 febbraio 1999) è un calciatore paraguaiano, portiere dell'Olimpia.

## Carriera
González è cresciuto nel settore giovanile del Olimpia, con cui ha debuttato in prima squadra il 10 giugno 2018 nell'incontro di División Profesional vinto 4-2 contro il Nacional. Nei cinque anni successivi non è più stato utilizzato in prima squadra e nel 2023 è passato in prestito allo Sportivo Trinidense.
Il 12 febbraio 2024 è stato ceduto con la stessa formula al Fénix.

## Statistiche

### Presenze e reti nei club
Statistiche aggiornate al 19 maggio 2024.
| Stagione        | Squadra             | Campionato      | Campionato | Campionato | Coppe nazionali | Coppe nazionali | Coppe nazionali | Coppe continentali | Coppe continentali | Coppe continentali | Altre coppe | Altre coppe | Altre coppe | Totale | Totale | Totale |
| Stagione        | Squadra             | Comp            | Pres       | Reti       | Comp            | Pres            | Reti            | Comp               | Pres               | Reti               | Comp        | Pres        | Reti        | Pres   | Reti   |        |
| --------------- | ------------------- | --------------- | ---------- | ---------- | --------------- | --------------- | --------------- | ------------------ | ------------------ | ------------------ | ----------- | ----------- | ----------- | ------ | ------ | ------ |
| 2018            | Olimpia             | PD              | 2          | -3         |                 | -               | -               | CL                 | 0                  | 0                  |             | -           | -           | 2      | -3     |        |
| 2019            | Olimpia             | PD              | 0          | 0          |                 | -               | -               | CL                 | 0                  | 0                  |             | -           | -           | 0      | 0      |        |
| 2020            | Olimpia             | PD              | 0          | 0          |                 | -               | -               | CL                 | 0                  | 0                  |             | -           | -           | 0      | 0      |        |
| 2021            | Olimpia             | PD              | 0          | 0          |                 | -               | -               | CL                 | 0                  | 0                  |             | -           | -           | 0      | 0      |        |
| 2022            | Olimpia             | PD              | 0          | 0          |                 | -               | -               | CL+CS              | 0                  | 0                  |             | -           | -           | 0      | 0      |        |
| 2023            | Olimpia             | PD              | 0          | 0          |                 | -               | -               | CL                 | 0                  | 0                  |             | -           | -           | 0      | 0      |        |
| 2023            | Sportivo Trinidense | PD              | 8          | -9         |                 | -               | -               |                    | -                  | -                  |             | -           | -           | 8      | -9     |        |
| 2024            | Fénix               | PD              | 13         | -16        | CU              | 1               | -1              |                    | -                  | -                  |             | -           | -           | 14     | -17    |        |
| Totale carriera | Totale carriera     | Totale carriera | 23         | -28        |                 | 1               | -1              |                    | 0                  | 0                  |             | -           | -           | 24     | -29    |        |

## Palmarès

### Club

#### Competizioni nazionali
- Campionato paraguaiano: 6

Olimpia: Apertura 2018, Clausura 2018, Apertura 2019, Clausura 2019, Clausura 2020, Clausura 2022